# Beniczky Emil
Benicei és micsinyei Beniczky Emil (Alsómicsinye, 1838. december 2. – Törtel, 1864. november 30.) újságíró, költő, író, fordító, jogász.

## Élete
Édesapja Beniczky Attila (1809–1867), édesanyja született Prónay Zsuzsanna (1811–1883) volt. Testvérei Beniczky Emma férjezett Sivó Miklósné és Beniczky Antal voltak.
Kilencéves korában szüleivel Heves megye Réde falujába költözött. 1850-ben Gyöngyösre ment tanulni s ott tudományosan művelt nagybátyja Prónay Károly házánál lakott négy évig, majd az 5. és 6. gimnáziumi osztályt Egerben végezte és itt írta első megjelent verseit. 1856-ban a budai főreáliskola növendéke lett szülei akarata szerint, azonban nagybátyja Beniczky Ágoston császári és királyi tanácsos ösztönzésére azon év végén a papi pályára lépett és a nagyszombati papnevelőben tanult, amit azonban szívbajai miatt volt kénytelen abbahagyni. Visszatért szüleihez, ahol ismét az írás fele fordult, majd kitűnő eredménnyel fejezve be papi tanulmányait a bécsi Pázmáneumba került. Mégis 1858-ban inkább Pesten lett joghallgató, egyszersmind egy magán intézetben tanított, szabadidejében pedig írt, fordított és színjátékokban szerepelt. Mulatságok, bálok lelkes rendezője, táncosa volt.
A Nemzeti kör választmányi tagja és könyvtárnoka volt.
1859-től a Nép újsága szerkesztőségének tagja volt. A Pesti Hölgydivatlapnak volt 1860–61-ben segédszerkesztője, majd lapvezetője; 1862-ben a Magyarország és 1863-ban a Független politikai napilapoknak külföldi rovatvezetője volt.
1863. október 31-én jegyezte el, majd 1864. február 8-án vezette oltárhoz Frombach Berta úrhölgyet, akivel Törtelre költözött. Első, de egyben utolsó regényét még befejezte, de annak kiadása már szüleire maradt. Családja gyászjelentése szerint 1864. november 30-án agyszélhűdés végzett vele (azonban egyes helyeken december 1-e és májlob jelent meg). Temetése december 3-án volt.

## Művei
- Nefelejtsek a honvéd-életből rajzfüzet Pest, 1861.
- Életképek beszélygyűjtemény, Lauffer és Stolp bizományában, kiadta Bartalics Imre. 1862. (A 257 lapra terjedő kötet Karácsonyi Istvánnak ajánlotta, tartalma: „Az első regény.“ „Az igazán szerető szívek.“ „Futó csillagok.“ „Csak az Isten tudja.“)[9]
- Tündérfi Kálmán ur kalandjai regény; Rohn és Grund nyomt., 1865. (Vadnai Károly írt hozzá életrajzot. Itt megjelent arcképét Marastoni József rajzolta kőre)

Fordításai:
- Dumas Sándor: Egy szerelmi Kaland 1861. Lauffer és Stolp bizománya.[10]
- Pulszky Ferencz A magyar Jacobinusok. Történelmi regény, 1861. Két kötet. (2. kiadás: 1872.)

1860-ban Urváry Lajos jogásztársával szerkesztette és kiadta A magyar ifjúság évkönyve első kötetét, ami bevételét a leendő magyar írói segélyegyletre ajánlották fel.
Verseket és beszélyeket (elbeszéléseket) írt a következő lapokba: Szegedi Hiradó (1859.), Népujság (1859–60.), Családi Kör (1860–62.), Divatcsarnok (1860. 1863.), Hölgyfutár (1860–61. 1863.), Napkelet (1860.), Nefelejts (1863.), Koszorú (1864.) és a Fővárosi Lapok közölte hátrahagyott beszélyét (1865.); irt még a Tavasz c. szépirodalmi zsebkönyvbe (1861.) és a Császárfürdői Albumba (1863.); Emich Gusztáv Nagy Képes Naptára (1862, amiben Damjanics, Kiss Ernő és Leiningen életéből közölt rajzokat jelent meg „A munkácsi várban“ írása)